# 池野村 (愛知県)
池野村（いけのむら）は、愛知県丹羽郡にかつてあった村。
現在の犬山市の東部に該当し、北は岐阜県と接する。
入鹿池の南、東、西を囲み、五条川流域の村であり、ほとんどは山間の地域である。

## 歴史
- 江戸時代は尾張藩領と犬山藩領であった。
- 1875年（明治8年）[2] - 入鹿神尾新田、奥入鹿村、安楽寺村、富士村が合併し、池野村になる。
- 1889年（明治22年）10月1日 - 今井村と池野村が合併し、改めて今井村が発足。
- 1890年（明治23年）10月6日 - 今井村から旧・池野村の地区が分立し、池野村（2代）となる[3]。
- 1954年（昭和29年）4月1日 - 犬山町、城東村、羽黒村、楽田村と合併し市制施行。犬山市となる。

## 学校
- 池野村立池野中学校（1960年に羽黒中学校、池野中学校と統合。現・犬山市立南部中学校）
- 池野村立池野小学校（現・犬山市立池野小学校）

## 神社・仏閣
- 大宮浅間神社
- 八曽黒平神社
- 神明白山神社（神明社白山社相殿）

## 観光
- 尾張富士
- 八曽山
- 入鹿池
- 八曽滝（山伏の滝）
- 五段の滝